# Kari Heinonen
Kari Heinonen (ur. 8 czerwca 1958) – fiński skoczek narciarski. Najlepsze wyniki w Pucharze Świata osiągnął w sezonie 1980/1981, kiedy zajął 29. miejsce w klasyfikacji generalnej.

## Puchar Świata w skokach narciarskich

### Miejsca w klasyfikacji generalnej
- sezon 1979/1980: 86
- sezon 1980/1981: 29